# Ducado da Curlândia e Semigália
Este artigo é sobre o ducado do século XVI ao XVIII. Para o Estado que teve uma curta duração, surgido próximo do término da Primeira Guerra Mundial, veja Ducado da Curlândia e Semigália (1918).
| Vassalo da Lituânia (até 1791) depois, um Estado independente (até 1795) |                                  |   |
| \| ← \| 1561 — 1795 \| → \| |                                  |   |
| Brasão de Armas |                                  |   |
| O Ducado da Curlândia e Semigália por volta de 1740. |                                  |   |
| Capital | Mitau (Jelgava)² 56°38′N 23°43′E |   |
| Idiomas | alemão, letão¹                   |   |
| Religião | Catolicismo Romano Luteranismo   |   |
| Forma de governo | Principado                       |   |
| Duques da Curlândia |                                  |   |
| - 1559–87 | Gotardo Kettler³                 |   |
| - 1769–95 | Pedro de Biron                   |   |
| Legislativo | Dieta                            |   |
| História | Partições da Polônia             |   |
| - Pacto de Wilno | 1561                             |   |
| - Aquisições coloniais | 1637–66                          |   |
| - Segunda partição (independência) | 1791                             |   |
| - Terceira partição | 28 de março de 1795              |   |
| Área |                                  |   |
| - 1870 | 27 286 km² 10 535 sq mi          |   |
| População |                                  |   |
| - 1870 est. | 619 154                          |   |
| Densidade | 22,7 /km&sup2 (58,8 /sq mi)      |   |
| - 1897 est. | 674 437                          |   |
| Densidade | 24,7 /km&sup2 (64 /sq mi)        |   |
| Moeda | Táler                            |   |
| 1. Também livônia e latigaliano. 2. Goldingen (Kuldīga) foi também capital, quando o território foi dividido entre os dois filhos de Gotardo Kettler. 3. Gotardo Kettler foi o último Grão-Mestre dos Irmãos Livônios da Espada. |                                  |   |
| ← | 1561 — 1795                      | → |

O Ducado da Curlândia e Semigália (em latim: Ducatus Curlandiæ et Semigalliæ, em polonês/polaco: Księstwo Kurlandii i Semigalii; em alemão: Herzogtum Kurland und Semgallen; em polonês/polaco: Kurzemes un Zemgales hercogiste) é um ducado que existiu de 1561 a 1791 como estado vassalo do Grão-Ducado da Lituânia e mais tarde da República das Duas Nações. Em 1791 ele conquistou a sua total independência, mas em 28 de março de 1795, ele foi anexado pelo Império Russo por ocasião da terceira partição da Polônia.
Esse nome também foi dado a um Estado que teve uma curta duração, entre 8 de março e 22 de setembro de 1918. Os planos para torná-lo parte do Ducado do Báltico Unido, vassalo do Império Alemão, foram frustrados pela rendição da Alemanha na região dos Bálticos e o término da Primeira Guerra Mundial. A área tornou-se parte da Letônia no final da Primeira Guerra Mundial (ver Ducado da Curlândia e Semigália (1918).

## História
Em 1561, durante a Guerra da Livônia, a Confederação da Livônia foi desmembrada e a Irmandade da Livônia, ordem dos cavaleiros germânicos, foi dissolvida. O Pacto de Wilno estabeleceu, que as partes sul da Estônia e a norte da Letônia, fossem cedidas ao Grão-Ducado da Lituânia e formassem o Ducato Ultradunense (Pārdaugavas hercogiste). A parte da Letônia entre a margem oeste do rio Daugava e o Mar Báltico tornou-se o Ducado de Curlândia e Semigália, nominalmente um Estado vassalo do Grão-Ducado da Lituânia.
Gotardo Kettler, o último mestre da Ordem da Livônia, tornou-se o primeiro duque de Curlândia. Os outros membros da ordem formaram a nobreza da Curlândia, com suas propriedades constituindo-se em feudos. No total, Kettler recebeu aproximadamente um terço da terra do novo ducado. Mitau (Jelgava) foi designada como a nova capital e uma Dieta reunia-se lá duas vezes por ano.
Algumas partes da área da Curlândia não pertenciam ao Ducado. A Ordem da Livônia já tinha doado o distrito de Grobiņa (na costa do mar Báltico) para o duque da Prússia. Outro distrito, o Bispado de Piltene, também chamado de "Bispado da Curlândia" (no rio Venta, na Curlândia Ocidental), pertencia ao rei Magno da Dinamarca. Ele prometeu transferi-lo para o Ducado da Curlândia após sua morte, porém esse plano falhou e apenas mais tarde foi que Guilherme Kettler conseguiu reaver este distrito.
Assim como os outros membros da Ordem, Kettler era alemão e resolveu criar o ducado nos moldes dos similares Estados germânicos. Em 1570, ele editou o Privilegnum Gotthardinum, que autorizava os donos de terras a colocarem seus camponeses nativos sob o regime de servidão.
Quando Gotthand Kettler morreu em 1587, seus filhos, Frederico e Guilherme, tornaram-se os duques da Curlândia. Em 1596, eles dividiram o Ducado em duas partes. Frederico controlou a parte leste, Semigália (Zemgale), com sua residência em Jelgava (Mitau). Guilherme ficou com a parte oeste, Curlândia (Kurzeme), com sua residência em Kuldīga (Goldinga). Guilherme recuperou o distrito de Grobiņa quando ele casou com a filha do duque da Prússia. Ele também pagou e retomou o controle sobre o distrito de Piltene, contudo ele posteriormente passou para o domínio da República das Duas Nações. Nele ele procurou desenvolver a metalurgia, construiu estaleiros e as novas embarcações levaram os produtos de Curlândia para outros países.
Porém, as relações entre o duque e os outros proprietários de terras eram quase hostis. Além disso, a República das Duas Nações, a suserana do Ducado da Curlândia, apoiava os donos de terras. Guilherme expressou seu desapontamento com os senhores de terras, mas isto resultou na perda de sua posição de duque em 1616. Finalmente, Guilherme deixou a Curlândia e passou o resto de sua vida no exterior. Assim, Frederico passou a ser o único duque da Curlândia depois de 1616.
De 1600 a 1629, a República das Duas Nações e a Suécia entraram em guerra com suas principais batalhas acontecendo nos arredores de Riga. Como conseqüência, a Suécia obteve o controle das partes central e norte da Letônia, que tornou-se a Livônia Sueca. A República manteve o controle sobre a parte leste do Ducado da Livônia, que começou a chamar-se Inflanty em polonês. A Curlândia acabou também envolvendo-se nessa guerra, mas não sofreu muitos danos.
Sob o governo do próximo duque, Jacob Kettler, o Ducado atingiu o seu ponto mais alto de prosperidade. Durante suas viagens pela Europa Ocidental, Jacob tornou-se um grande defensor das ideias mercantilistas. A metalurgia e a construção de navios tornaram-se ainda muito mais desenvolvidas e as fábricas de pólvora aumentaram sua produção. As relações mercantis desenvolveram-se não apenas com os países próximos, mas também com o Reino da Inglaterra, França, Países Baixos, Portugal, etc. Jacob criou a frota mercante do Ducado da Curlândia, com seus principais portos em Ventspils e Liepāja.

### Colonização
Em 1651, o ducado estabeleceu sua primeira colônia na África, na Ilha James, no rio Gâmbia, onde fundou o Forte Jacob. Os principais produtos exportados eram: o marfim, o ouro, especiarias e peles de animais. Logo a seguir, em 1652, os curlandeses estabeleceram outra colônia, em Tobago, nas Índias Ocidentais. Os principais produtos exportados eram: açúcar, tabaco, café e especiarias.
No entanto, durante este período, o Ducado da Curlândia passou a ser um objeto de interesse tanto da Suécia quanto da República das Duas Nações. Em 1655, o exército sueco invadiu o território do Ducado e teve início a Guerra sueco-polonesa (1655–1660). O exército sueco capturou o duque Jacob (1658–1660). Durante este período, os neerlandeses tomaram as duas colônias da Curlândia, e a marinha mercante e as fábricas foram destruídas. Esta guerra terminou com a assinatura do acordo de paz de Oliwa (1660). A Curlândia recuperou sua colônia em Tobago e a manteve até 1689, ano em que foi vendida à Inglaterra. O duque Jacob reconstruiu a marinha e as fábricas, mas o Ducado da Curlândia nunca mais alcançou o nível de prosperidade que teve antes da guerra.

### Outros duques
Quando Jacob morreu em 1682, seu filho, Frederico Casimiro,  tornou-se o novo duque. Durante o seu governo a produção continuou a decair. O próprio duque estava mais interessado em realizar festas glamorosas e a gastar muito mais dinheiro do que ganhava; ele precisou vender Tobago para os britânicos. Morreu em 1698. Durante esse tempo, a República das Duas Nações aumentou sua influência na política e na vida econômica do Ducado. Além disso, a Rússia demonstrou interesse pela área.
O duque seguinte, Frederico Guilherme Kettler, tinha apenas seis anos quando o sucedeu em 1698 e ele ficou sob a regência de seu tio Fernando - um general polonês. Durante esse período as Guerras do Norte (1700–1721]]) começaram entre a Suécia e a Rússia com seus aliados - a República das Duas Nações, a Saxônia e a Dinamarca. Como resultado da Grande Guerra do Norte, a Rússia controlou a parte central da Letônia em 1710. Na Curlândia, a Rússia também teve uma forte influência, tanto é que o seu embaixador, Pedro Bestuzhev, tornou-se o mais poderoso homem do Ducado. O csar da Rússia, Pedro o Grande, recebeu a promessa de Frederico Guilherme de que ele casaria com uma das filhas do irmão do tsar. Devido a essa promessa, Pedro o Grande resolveu aumentar a influência da Rússia na Curlândia. Desse modo, em 1710, Frederico Guilherme casou com Ana Ivanovna (mais tarde a Imperatriz da Rússia), mas no seu retorno de São Petersburgo, ele adoeceu e morreu. Ana governou como duquesa da Curlândia de 1711 a 1730.
Após a morte de Frederico Guilherme, o próximo candidato ao posto de duque era Ferdinando Kettler, porém ele residia em Gdańsk. Devido a uma lei que requeria que o duque morasse dentro do Ducado, a dieta não o reconheceu. Pelo fato de Ferdinando ser o último representante da linhagem Kettler, um grande número de candidatos tentou ganhar o posto de duque nesse período. Um dos favoritos era Maurício de Saxe, filho natural de Frederico Augusto I, o Forte, rei da Polônia. Ele foi eleito duque em 1726, mas só conseguiu manter-se até o ano seguinte pela força das armas. A Rússia não simpatizava com ele e mandou um exército para a Curlândia ocidental para destruir a base de Maurício. Como conseqüência, Maurício precisou deixar a Curlândia e a Rússia aumentou sua influência sobre o Ducado. O último Kettler, Ferdinando, o duque titular da Curlândia, morreu em 1737. Ana Ivanovna, a viúva de Frederico Guilherme e Imperatriz da Rússia, nomeou Ernesto João de Biron duque da Curlândia, em 1737.
Von Biron recebeu uma grande ajuda financeira da Rússia e investiu-a em construções - por exemplo, o Palácio de Rundāle, projetado pelo renomado arquiteto italiano Bartolomeo Rastrelli. Ana Ivanovna morreu em 1740, resultando no exílio de von Bironna Sibéria no ano seguinte. De lá, através do Conselho do Duque, ele continuou a controlar o ducado, com o consentimento do rei da Polônia. No entanto, os proprietários de terras na Curlândia não concordaram com isso e recusaram-se a seguir as determinações do Conselho do Duque.

### Independência total, 1791–95
O rei Augusto III da Polônia, indo contra os proprietários de terras da Curlândia, declarou seu filho, Carlos Cristiano José, conde da Saxônia, o próximo duque da Curlândia. Isto fez com que o Ducado da Curlândia ficasse simultaneamente tendo dois duques. A situação tornou-se extremamente tensa — uma parte dos donos de terras aceitavam Ernesto João de Biron como sendo seu duque e a outra parte, Carlos da Saxônia. Em 1763, a imperatriz Catarina II da Rússia (que reinou entre 1762 e 1796) resolveu esta situação chamando do exílio Ernesto de Biron. Fazendo isso, ela evitava o possível aumento de influência da República na Curlândia. Contudo, lutas políticas tinham esgotado Ernesto de Biron e ele decidiu passar a sua posição de duque para o seu filho, Pedro de Biron, em 1769. Porém, a agitação política ainda continuou na Curlândia. Alguns donos de terras apoiavam a República, outros a Rússia. Finalmente, a Rússia decidiu o futuro da Curlândia quando, juntamente com seus aliados, realizou a terceira partição da Polônia (1795). Acatando a "recomendação" da Rússia, o Duque Pedro de Biron renunciou a seus direitos em favor da Rússia, em 1795. Com a assinatura do documento com esta intenção, em 28 de março de 1795, o Ducado da Curlândia deixou de existir.

### Duques da Curlândia
- Gotardo Kettler, 1561–87
- Frederico (1587–1642) e Guilherme (1587–1616) Kettler
- Jacob Kettler, 1642–82
- Frederico Casimiro Kettler, 1682–98
- Frederico Guilherme Kettler, 1698–1711
- Fernando Kettler, 1711–37
- Ernesto João de Biron, 1737–40
- O Conselho do Duque, 1740–58
- Carlos da Saxônia, 1758–63
- Ernesto João de Biron (novamente), 1763–69
- Pedro de Biron, 1769–95